# 2981 Chagall
A 2981 Chagall (ideiglenes jelöléssel 1981 EE20) a Naprendszer kisbolygóövében található aszteroida. Schelte J. Bus fedezte fel 1981. március 2-án.